# Eugene
Kim Yoo-jin (sinh ngày 3 tháng 3 năm 1981), thường được biết với nghệ danh Eugene, là một nữ diễn viên, ca sĩ và người dẫn chương trình người Hàn Quốc được biết đến với tư cách là thành viên của S.E.S..
Với tư cách là một ca sĩ solo, Eugene đã phát hành 2 album solo và hiện đang tập trung vào sự nghiệp diễn xuất của mình trong nhiều bộ phim truyền hình và điện ảnh Hàn Quốc, đồng thời cũng là người dẫn chương trình trong nhiều chương trình khác nhau.

## Tiểu sử
Eugene được sinh ra ở Seoul, Hàn Quốc. Với sự gợi ý từ ông của cô, người đang định cư ở Guam, gia đình cô đã nhập cư đến Guam sau khi cô học xong học kỳ đầu tiên ở lớp 5 tại trường tiểu học. Cô theo học trường trung học cơ sở Agueda I. Johnston từ tháng 10 năm 1992 đến tháng 6 năm 1995, và trường trung học phổ thông John F. Kennedy từ tháng 6 cho đến tháng 9 năm 1997. Cô trở về Hàn Quốc cùng mẹ và em gái để học hết cấp 3 và cuối cùng tốt nghiệp trường Korea Kent Foreign School tại Seoul vào tháng 6 năm 1999. Ở trường trung học phổ thông, hơn 80% điểm số các môn học của cô là điểm A. Ở trường cấp hai, hầu hết tất cả các môn học của cô đều đạt được thành tích xuất sắc.

## Sự nghiệp

### S.E.S.
Eugene ra mắt cùng với S.E.S. vào năm 1997. S.E.S. đã đạt được thành công vang dội và trở thành một trong những nhóm nhạc nữ K-pop bán chạy nhất. Nhóm tan rã vào cuối năm 2002 sau khi Bada và Eugene rời SM Entertainment, trong khi Shoo ở lại với SM Entertainment cho đến năm 2006.
Vào ngày 28 tháng 5 năm 2016, Eugene cùng với các thành viên của S.E.S. là Bada và Shoo đã tham dự một sự kiện từ thiện, Green Heart Bazaar. Vào tháng 10 năm 2016, Eugene cùng với Bada và Shoo tái thành lập S.E.S. để kỷ niệm 20 năm ra mắt. Họ bắt đầu dự án kỷ niệm 20 năm ra mắt cùng với việc phát hành đĩa đơn kỹ thuật số "Love[Story]", bản làm lại của đĩa đơn "Love", năm 1999, thông qua dự án SM Station của SM Entertainment vào ngày 28 tháng 11,  và phát hành video âm nhạc vào ngày 29 tháng 12.
Vào đầu tháng 12 năm 2016, nhóm đã phát hành chương trình thực tế "Remember, I'm Your S.E.S." bao gồm 10 tập, phát sóng thông qua ứng dụng di động Oksusu. Để kỷ niệm 20 năm ra mắt, nhóm đã tổ chức một buổi hòa nhạc "Remember, the Day", vào ngày 30 và 31 tháng 12 tại Daeyang Hall của Đại học Sejong ở Seoul.
Vào ngày 2 tháng 1, album đặc biệt kỷ niệm 20 năm ra mắt của nhóm Remember đã được phát hành. Album bao gồm 2 bài hát chủ đề. "Remember" được phát hành kỹ thuật số vào ngày 1 tháng 1 và "Paradise" được phát hành cùng với album vào ngày 2 tháng 1. Họ đã tổ chức một buổi họp mặt fan hâm mộ như dự án cuối cùng kỷ niệm 20 năm ra mắt mang tên "I Will Be There, Waiting For You" vào ngày 1 tháng 3 năm 2017.

### Sự nghiệp cá nhân
Sau khi S.E.S. tan rã vào cuối năm 2002, Eugene đã đóng vai chính trong 4 bộ phim truyền hình Hàn Quốc như Loving You, Điệu nhảy cuối cùng, Wonderful Life và Love Truly. Cô cũng xuất hiện trong nhiều quảng cáo và phát hành 2 album solo, My True Style, album đầu tiên của cô, đã bán được gần 65,000 bản và bao gồm một bản hit ballad, "The Best". Album thứ hai 810303 của cô đã bán được 19,000 bản. Mặc dù doanh số bán ra thấp nhưng đĩa đơn "Windy" vẫn thành công.
Eugene ra mắt với vai trò diễn viên nhạc kịch trong bộ phim chuyển thể của Vũ điệu Samba, và bộ phim điện ảnh đầu tay trong Hôn nhân khó cản. Sau khi đảm nhận vai chính trong các bộ phim truyền hình như Ba người cha, và Tạo nên số phận, Eugene sau đó đóng vai chính trong bộ phim truyền hình Vua bánh mì, bộ phim gây được tiếng vang lớn và giành được danh hiệu "phim truyền hình quốc dân".
Năm 2007, Eugene thay thế Lee Hyori với tư cách là một trong những người đồng dẫn chương trình truyền hình Happy Together Friends, cho đến khi chương trình được đại tu cho mùa 3. Sau thành công của chương trình Eugene's Makeup Diary, kênh truyền hình cáp O'live tiếp tục chọn cô làm người dẫn chương trình mới cho Get It Beauty, bắt đầu phát sóng vào tháng 7 năm 2010.
Eugene là tác giả của hai cuốn sách, Eugene's Beauty Secrets, và Eugene's Get It Beauty. Cô cũng là đồng chủ tịch của thương hiệu quần áo byMOMO, giám đốc sáng tạo của Likeiamfive
Năm 2012, cô trở thành người dẫn chương trình cho mùa 3 của chương trình thi hát nghiệp dư hàng đầu The Great Birth của MBC. Vai chính tiếp theo của cô là trong bộ phim gia đình cuối tuần năm 2013, Di sản trăm năm, đạt mức tỷ suất người xem hơn 30%. Sau đó, cô đóng vai chính trong 2 bộ phim truyền hình gia đình, Lửa yêu còn cháy và Câu chuyện mẹ tôi.
Năm 2020, cô xuất hiện trong phim truyền hình Cuộc chiến thượng lưu được phát sóng trên SBS từ ngày 26 tháng 10.

## Đời tư
Vào ngày 11 tháng 5 năm 2011, Eugene thông báo cô sẽ kết hôn cùng với Ki Tae-young, bạn diễn của cô trong bộ phim truyền hình Tạo nên số phận năm 2009. Đám cưới của họ được tổ chức tại Seoul Central Church ở Anyang, Gyeonggi-do vào ngày 23 tháng 7 năm 2011. Họ là cặp đôi đầu tiên được xuất hiện trên Super Couple Diary, một chương trình thực tế về cuộc sống hôn nhân hàng ngày của các cặp đôi nổi tiếng. Eugene đã hạ sinh đứa con đầu lòng của họ, một bé gái có tên là Ro-hee vào ngày 2 tháng 4 năm 2015. Cô cũng sinh thêm một bé gái có tên là Ro-rin vào ngày 18 tháng 8 năm 2018.

## Danh sách đĩa nhạc

### Album phòng thu
| Tên                                                          | Chi tiết album | Vị trí cao nhất |
| Tên                                                          | Chi tiết album | KOR             |
| ------------------------------------------------------------ | --- | --------------- |
| My True Style...                                             | - Phát hành: 30 tháng 5 năm 2003 - Hãng đĩa: F&J Entertainment - Định dạng: CD, tải nhạc kỹ thuật số Danh sách bài hát 1. The Best 2. Cha Cha (차 차) 3. Rainy Day 4. You And I 5. Bad Boy 6. Feel Me 7. Good-Bye (사랑인가요) 8. Sweet Babe 9. Lovely Day 10. Stay With Me 11. Regret (후회) 12. My Best Friend 13. 늘 처음처럼 (Loving You) 14. 기억해요 (Remember Me) (Bonus Track)                                                | —               |
| 810303                                                       | - Phát hành: 18 tháng 8 năm 2004 - Hãng đĩa: Kakao M - Định dạng: CD, tải nhạc kỹ thuật số Danh sách bài hát 1. Wuthering Heights (폭풍의 언덕) 2. Windy 3. I'm sorry.. I'm sorry..(미안한건..서러운건..) 4. Pleeez 5. Happy Time 6. Pandora 7. Late Love (늦은 사랑) 8. Relax 9. Remote Control 10. My Dream 11. How About You? (넌 어떠니?) 12. A Parting Shot (이별이 내게 주는 것) 13. Windy (Remix) 14. 810303 (To Be Continued) | —               |
| "—" biểu thị cho bản phát hành không có trong bảng xếp hạng. | |                 |

### Nhạc phim
| Tên                                                               | Năm  | Vị trí cao nhất | Album                               |
| Tên                                                               | Năm  | KOR             | Album                               |
| ----------------------------------------------------------------- | ---- | --------------- | ----------------------------------- |
| "Narration" (với Park Yong-ha)                                    | 2002 | —               | Loving You OST                      |
| "Love Montage" (với Park Yong-ha)                                 | 2002 | —               | Loving You OST                      |
| "Salang...geu Cheosneukkim" (사랑...그 첫느낌) (với Park Yong-ha) | 2002 | —               | Loving You OST                      |
| "Dalaeui Tema (Chorus Ver.)" (다래의 테마)                        | 2002 | —               | Loving You OST                      |
| "My Dream"                                                        | 2004 | —               | Save the Last Dance for Me OST      |
| "Like Candy" (캔디처럼)                                           | 2006 | —               | I Really Really Like You OST        |
| "I like you" (좋아해) (với Mr. Burn)                              | 2006 | —               | I Really Really Like You OST        |
| "Jeongseon Arirang" (정선 아리랑)                                 | 2006 | —               | I Really Really Like You OST        |
| "Romantic Christmas" (로맨틱 크리스마스) (với Lee Sun-kyun)       | 2008 | —               | Romantic Island Christmas story OST |
| "Plastic syndrome" (플라스틱 신드롬)                              | 2008 | —               | Romantic Island OST                 |
| "Travel Memories" (추억여행)                                      | 2008 | —               | Romantic Island OST                 |
| "—" biểu thị cho bản phát hành không có trong bảng xếp hạng.      |      |                 |                                     |

### Hợp tác
| Tên                                                          | Năm  | Vị trí cao nhất | Album                |
| Tên                                                          | Năm  | KOR             | Album                |
| ------------------------------------------------------------ | ---- | --------------- | -------------------- |
| "Shout to the Lord" (내 구주 예수님)                         | 2001 | —               | The Gift             |
| "Rudolf The Red Nosed Reindeer"                              | 2004 | —               | Christmas With Pfull |
| "—" biểu thị cho bản phát hành không có trong bảng xếp hạng. |      |                 |                      |

## Danh sách phim

### Phim điện ảnh
| Năm  | Tên                | Vai          |
| ---- | ------------------ | ------------ |
| 2007 | Hôn nhân khó cản   | Park Eun-ho  |
| 2008 | Heartbreak Library | Jo Eun-soo   |
| 2008 | Hòn đảo lãng mạn   | Yoo Ga-young |
| 2009 | Học viện Yoga      | Hyo-jung     |
| 2019 | Paper Flower       | Go Eun-sook  |

### PHIM TRUYỀN HÌNH
| Năm     | Tên                                   | Vai                | Kênh | Ghi chú          |  |
| ------- | ------------------------------------- | ------------------ | ---- | ---------------- |  |
| 2002    | Loving You                            | Jin Da-rae         | KBS2 |                  |  |
| 2004    | Điệu nhảy cuối cùng                   | Ji Eun-soo         | SBS  |                  |  |
| 2005    | Cuộc sống tươi đẹp                    | Jung Se-jin        | MBC  |                  |  |
| 2006    | Thật lòng yêu em                      | Yeo Bong-soon      | MBC  |                  |  |
| 2008    | Ba người cha                          | Song Na-young      | KBS2 |                  |  |
| 2009    | Tạo nên số phận                       | Han Sang-eun       | MBC  |                  |  |
| 2010    | Vua bánh mì                           | Shin Yoo-kyung     | KBS2 |                  |  |
| 2011    | Drama Special                         | Công chúa Hwapyung | KBS2 |                  |  |
| 2012    | Chàng vợ nàng chồng                   | Min-young          | KBS2 | Khách mời, tập 2 |  |
| 2013    | Di sản trăm năm                       | Min Chae-won       | MBC  |                  |  |
| 2014    | Lửa yêu còn cháy                      | Yoon Jung-wan      | JTBC |                  |  |
| 2015    | Câu chuyện mẹ tôi                     | Lee Jin-ae         | KBS2 |                  |  |
| 2020–21 | The Penthouse Cuộc chiến thượng lưu 1 | Oh Yoon-hee        | SBS  | Diễn Viên Chính  |  |
| 2021    | The Penthouse Cuộc chiến thượng lưu 2 | Oh Yoon-hee        | SBS  | Diễn Viên Chính  |  |
| 2021    | The Penthouse Cuộc chiến thượng lưu 3 | Oh Yoon-hee        | SBS  | Diễn Viên Chính  |  |

### Chương trình truyền hình thực tế
| Năm  | Tên                    | Kênh | Ghi chú     | Nguồn  |
| ---- | ---------------------- | ---- | ----------- | ------ |
| 2016 | The Return of Superman | KBS  | Tập 114–210 | [ 41 ] |
|      |                        |      |             |        |

### Dẫn chương trình
| Năm       | Shows                                           | Kênh      |
| --------- | ----------------------------------------------- | --------- |
| 2002      | Saturday is Coming                              | SBS       |
| 2003      | Nam Hui-seok and Eugene's Love Story            | KBS2      |
| 2005      | Happy Together Friends                          | KBS2      |
| 2009      | Living Beauty - Eugene's Makeup Diary, Season 1 | O'live TV |
| 2012      | Super Couple Diary                              | OnStyle   |
| 2012      | The Great Birth Season 3                        | MBC       |
| 2010–2014 | Get It Beauty                                   | O'live TV |